# Michael Keane (cầu thủ bóng đá, sinh 1993)
Michael Vincent Keane (sinh ngày 11 tháng 1 năm 1993) là một cầu thủ bóng đá người Anh chơi ở vị trí hậu vệ cho Everton và đội tuyển quốc gia Anh.
Keane bắt đầu sự nghiệp của mình tại Manchester United. Sau khi được cho mượn ở nhiều câu lạc bộ, anh được Burnley mua đứt vào tháng 1 năm 2015. Tại Burnley, anh giúp đội bóng này vô địch Championship mùa 2015–16 trước khi chuyển đến thi đấu cho Everton vào năm 2017.
Người anh em sinh đôi của Michael, Will Keane cũng là cầu thủ bóng đá hiện chơi cho Hull City ở vị trí tiền đạo.

## Sự nghiệp câu lạc bộ

### Manchester United
Kean ký hợp đồng chuyên nghiệp cho Manchester United vào sinh nhật thứ 18 của mình, ngày 11 tháng 1 năm 2011. Ngày 25 tháng 10 năm 2011, anh có trận đấu đầu tiên khi vào sân thay người trong trận gặp Aldershot Town tại League Cup. Ngày 28 tháng 1 năm 2012, anh có tên trên băng ghế dự bị trong trận gặp Liverpool tại FA Cup.
Anh có lần đầu đá chính gặp trong trận gặp Newcastle United tại League Cup vào ngày 26 tháng 9 năm 2012, khi cặp cùng với trung vệ Scott Wootton. Sau trận đấu, đồng đội Darren Fletcher đã khen ngợi anh là "tuyệt vời".
Keane đã giành giải thưởng Denzil Haroun năm 2012 với 60% phiếu bầu đánh bại Jesse Lingard (24%) và Larnell Cole (16%). Anh đã có 27 trận thi đấu cho đội dự bị trong mùa giải 2011-12 và ghi được 5 bàn thắng. Sau khi cùng đội dự bị đã giành được Reserve League North, anh đã phát biểu trên MUTV: "Tôi rất ngạc nhiên nhưng thực sự hài lòng để giành chiến thắng giải thưởng.Thật tuyệt khi biết rằng nó được bình chọn bởi người hâm mộ, vì họ đến để xem chúng tôi và theo dõi chúng tôi trong suốt mùa giải".

### Leicester City
Ngày 6 tháng 11 năm 2012, Kean cùng người đồng đội Jesse Lingard gia nhập Leicester City dưới dạng cho mượn tới 3 tháng 12 năm 2012, sau đó được gia hạn đến cuối mùa giải.

### Derby County
Ngày 28 tháng 11 năm 2013, anh nhận được lời đề nghị từ Charlton Athletic, Derby County, Middlesbrough và Millwall. Kean đã chọn gia nhập Derby County dưới dạng cho mượn tới 2 tháng 1 năm 2014. Ngày 7 tháng 12 năm 2013, trận đấu ra mắt đầu tiên của anh là trận gặp Blackpool, anh được vào sân thay người từ phút 73, anh cũng đã ghi 1 bàn bằng đầu sau khi Richard Keogh đã nỗ lực phá bóng. Ngày 30 tháng 1 năm 2014, Derby County đã gửi trả anh về Manchester United.

### Blackburn Rovers
Ngày 7 tháng 3 năm 2014, Kean gia nhập Blackburn Rovers theo dạng cho mượn kéo dài đến hết mùa giải 2013-2014. Anh được trao số áo 16 tại sân Ewood Park. Trận đấu đầu tiên của anh là trận gặp Burnley, Blackburn Rovers đã thua với tỉ số 2-1. Kean quay trở lại Old Trafford trên ghế dự bị trong trận gặp Hull City.

### Everton
Ngày 2 tháng 7 năm 2017, Michael Keane chuyển sang thi đấu cho Everton với mức phí chuyển nhượng 30 triệu bảng.

## Sự nghiệp quốc tế
Mặc dù anh đã được sinh ra ở Anh, Keane là người gốc Ireland, vì vậy anh đủ điều kiện để chơi cho đội tuyển quốc gia Cộng hòa Ireland, nhưng anh bày tỏ muốn được chói cho đội tuyển U19 Anh, hy vọng được đưa vào đội hình trận giao hữu với Cộng hòa Séc vào tháng 2 năm 2012.Anh có trận ra mắt cho đội tuyển U 19 vào ngày 25 tháng 5 năm 2012, trong chiến thắng 5-0 trước Slovenia trong trận đó anh trai Will Keane ghi hai bàn.anh có tên trong đội hình tham dự 2012 UEFA European Under-19 Championship,dưới sự dân dắt của HLV Noel Blake,giúp đội tuyển anh lọt vào tới vòng bán kết,
Ngày 25 tháng 3 năm 2013, Keane có trận ra mắt cho đội tuyển U-21, thay thế Andre Wisdom ở phút thứ 77 trong chiến thắng 4-0 trước Áo tại sân vận động Falmer. Ngày 14 tháng 10 năm 2013, Keane mở tỷ số từ cú sút phạt của James Ward - Prowse phút thứ 21.
Đội tuyển Anh U21 tiếp tục đánh bại các đội U21 Phần Lan với một chiến thắng thuyết phục 3-0. Keane lặp lại được thành tích này trong trận đấu thứ hai liên tiếp năm ngày sau đó. Đội U21 nước Anh tiếp tục đánh bại đội U21 San Marino 9-0, một chiến thắng kỷ lục 
Ngày 22 tháng 3 năm 2017, Michael Keane được huấn luyện viên Gareth Southgate triệu tập lên đội tuyển bóng đá quốc gia Anh tham dự trận đấu giao hữu gặp đội tuyển Đức và vòng loại World Cup 2018 gặp Litva vào các ngày 22 và 26 tháng 3 năm 2017.
Ngày 25 tháng 3 năm 2019, anh đã có bàn thắng đầu tiên cho đội tuyển quốc gia ở trận thắng Montenegro ở vòng loại Euro 2020.

## Thống kê sự nghiệp

### Câu lạc bộ
Thống kê chính xác đến ngày 7 tháng 11 năm 2020.
| Câu lạc bộ              | Mùa giải            | Giải quốc nội       | Giải quốc nội | Giải quốc nội | Cúp FA | Cúp FA | Cúp EFL | Cúp EFL | Khác | Khác | Tổng cộng | Tổng cộng |
| Câu lạc bộ              | Mùa giải            | Hạng đấu            | Trận          | Bàn           | Trận   | Bàn    | Trận    | Bàn     | Trận | Bàn  | Trận      | Bàn       |
| ----------------------- | ------------------- | ------------------- | ------------- | ------------- | ------ | ------ | ------- | ------- | ---- | ---- | --------- | --------- |
| Manchester United       | 2011–12             | Premier League      | 0             | 0             | 0      | 0      | 1       | 0       | 0    | 0    | 1         | 0         |
| Manchester United       | 2012–13             | Premier League      | 0             | 0             | —      | —      | 2       | 0       | 0    | 0    | 2         | 0         |
| Manchester United       | 2013–14             | Premier League      | 0             | 0             | —      | —      | 0       | 0       | 0    | 0    | 0         | 0         |
| Manchester United       | 2014–15             | Premier League      | 1             | 0             | —      | —      | 1       | 0       | —    | —    | 2         | 0         |
| Manchester United       | Tổng cộng           | Tổng cộng           | 1             | 0             | 0      | 0      | 4       | 0       | 0    | 0    | 5         | 0         |
| Leicester City (mượn)   | 2012–13             | Championship        | 22            | 2             | 3      | 1      | —       | —       | 2    | 0    | 27        | 3         |
| Derby County (mượn)     | 2013–14             | Championship        | 7             | 0             | 1      | 0      | —       | —       | —    | —    | 8         | 0         |
| Blackburn Rovers (mượn) | 2013–14             | Championship        | 13            | 3             | —      | —      | —       | —       | —    | —    | 13        | 3         |
| Burnley                 | 2014–15             | Premier League      | 21            | 0             | 2      | 0      | —       | —       | —    | —    | 23        | 0         |
| Burnley                 | 2015–16             | Championship        | 44            | 5             | 2      | 0      | 0       | 0       | —    | —    | 46        | 5         |
| Burnley                 | 2016–17             | Premier League      | 35            | 2             | 4      | 0      | 0       | 0       | —    | —    | 39        | 2         |
| Burnley                 | Tổng cộng           | Tổng cộng           | 100           | 7             | 8      | 0      | 0       | 0       | —    | —    | 108       | 7         |
| Everton                 | 2017–18             | Premier League      | 30            | 0             | 0      | 0      | 1       | 0       | 7    | 1    | 38        | 1         |
| Everton                 | 2018–19             | Premier League      | 33            | 1             | 1      | 0      | 1       | 0       | —    | —    | 35        | 1         |
| Everton                 | 2019–20             | Premier League      | 31            | 2             | 0      | 0      | 3       | 0       | —    | —    | 34        | 2         |
| Everton                 | 2020–21             | Premier League      | 8             | 2             | 0      | 0      | 3       | 1       | —    | —    | 10        | 3         |
| Everton                 | Tổng cộng           | Tổng cộng           | 103           | 5             | 1      | 0      | 8       | 1       | 7    | 1    | 120       | 7         |
| Tổng cộng sự nghiệp     | Tổng cộng sự nghiệp | Tổng cộng sự nghiệp | 246           | 17            | 13     | 1      | 12      | 1       | 9    | 1    | 280       | 20        |

1. ↑  Ra sân tại Championship play-offs
2. ↑  Ra sân tại UEFA Europa League

### Đội tuyển quốc gia
Tính đến ngày 12 tháng 11 năm 2020.
| Đội tuyển quốc gia | Năm       | Số lần ra sân | Số bàn thắng |
| ------------------ | --------- | ------------- | ------------ |
| Anh                | 2017      | 4             | 0            |
| Anh                | 2018      | 1             | 0            |
| Anh                | 2019      | 5             | 1            |
| Anh                | 2020      | 2             | 0            |
| Tổng cộng          | Tổng cộng | 12            | 1            |

### Bàn thắng quốc tế
| #  | Ngày                | Địa điểm                                           | Số trận | Đối thủ    | Bàn thắng | Kết quả | Giải đấu            |
| -- | ------------------- | -------------------------------------------------- | ------- | ---------- | --------- | ------- | ------------------- |
| 1. | 25 tháng 3 năm 2019 | Sân vận động Podgorica City, Podgorica, Montenegro | 7       | Montenegro | 1–1       | 5–1     | Vòng loại Euro 2020 |